# Zdzisław Krasiński
Zdzisław Eugeniusz Krasiński (ur. 17 listopada 1930 w Poznaniu, zm. 28 stycznia 2016) – polski profesor nauk ekonomicznych i polityk. Minister-członek Rady Ministrów (1981–1982) i minister do spraw cen w latach 1982–1985.

## Życiorys
Był synem Heleny i Ludwika. W 1949 ukończył Gimnazjum i Liceum im. Karola Marcinkowskiego w Poznaniu. W latach 1953–1954 był członkiem Związku Młodzieży Polskiej, a w 1954 wstąpił do Związku Młodzieży Socjalistycznej.

### Działalność naukowa
W 1954 ukończył Wyższą Szkołę Ekonomiczną w Poznaniu uzyskując tytuł magistra. Następnie był aspirantem, a od 1957 starszym asystentem. W 1961 obronił pracę doktorską (Dochody ludności jako podstawa badania popytu konsumpcyjnego. Na przykładzie artykułów żywnościowych) i do 1972 był adiunktem. Następnie habilitował się (Zróżnicowanie konsumpcji w przekrojach przestrzennym i czasowym) w 1972 i do 1979 był docentem. Od 1975 do 1981 był dziekanem Wydziału Ekonomiki Produkcji i Obrotu Akademii Ekonomicznej w Poznaniu. 17 maja 1978 uzyskał tytuł profesora nadzwyczajnego nauk ekonomicznych.
W latach 1966–1967 przebywał na stażu w London School of Economics and Political Science. W latach 1974–1981 był też związany z Instytutem Handlu Wewnętrznego i Usług w Warszawie – Oddziałem w Poznaniu.
Od 1958 należał do Związku Nauczycielstwa Polskiego. Od 1971 był również członkiem Polskiego Towarzystwa Ekonomicznego.
W pierwszych latach swojej pracy naukowej, zajmował się rynkiem rolnym. Kilka lat później swoje badania skierował na zagadnienia dotyczące dochodów otrzymywanych przez ludność krajów europejskich i porównawczo przez zatrudnionych w Polsce. Po 1990 zajął się problematyką rozwoju turystyki w Polsce, a w szczególności turystyki uzdrowiskowej.

### Działalność polityczna
Od 12 czerwca 1981 do lutego 1982 przewodniczący Państwowej Komisji Cen (jako minister-członek Rady Ministrów), następnie minister ds. cen do 12 listopada 1985. Autor nieudanych reform cenowych, które według jego słów miały zagwarantować „chrupiące bułeczki”. W latach 1986–1989 był radcą ekonomicznym – ministrem pełnomocnym Ambasady PRL w Waszyngtonie.
Zmarł 28 stycznia 2016 i 3 lutego po mszy w Kościele św. Andrzeja Boboli został pochowany na Cmentarzu na Junikowie w Poznaniu (pole 23, kwatera 4, grób 29).

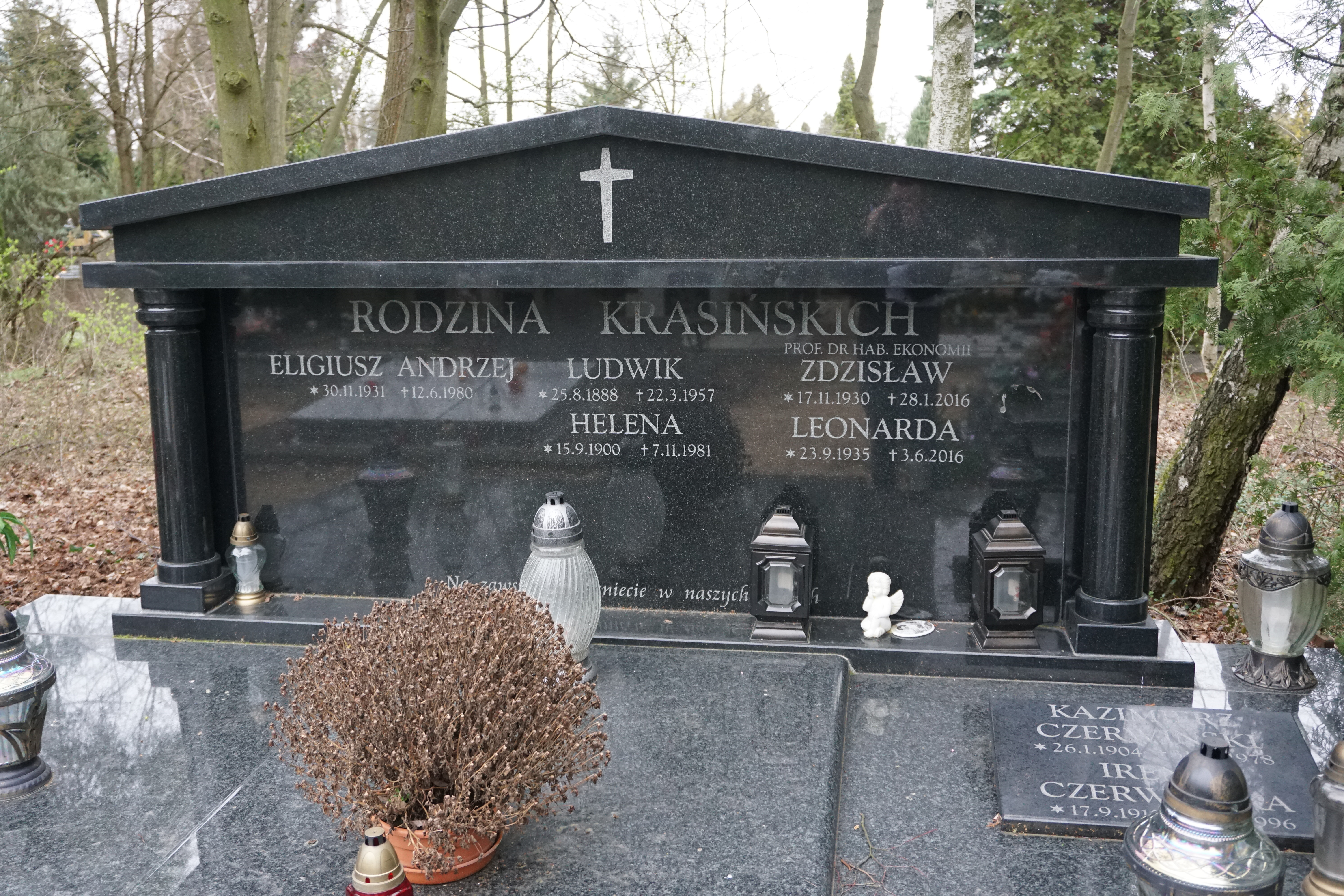
Grób prof. Zdzisława Krasińskiego na Cmentarzu Junikowskim

## Publikacje
- Ekonomika handlu (współautor; 1960)
- Dochody ludności jako podstawa badania popytu konsumpcyjnego. Na przykładzie artykułów żywnościowych (1963)
- Miejsce książki fachowej i naukowej w życiu kulturalnym inteligencji. Na przykładzie miast powiatowych województw poznańskiego i zielonogórskiego, (1965)
- Elementy metodyki badań (1972)
- Czynniki ekonomiczno-społeczne rozwoju motoryzacji indywidualnej w Polsce w świetle badań ankietowych (współudział Marek Brojerski; 1972)
- Marketing i analiza rynku wewnętrznego (praca zbiorowa pod red. Z. Krasińskiego; 1972)
- Zróżnicowanie konsumpcji w przekrojach przestrzennym i czasowym (1972)
- Handel i usługi na tle rozwoju motoryzacji indywidualnej (razem z Henryk Mruk, Piotr Rzepczyński; 1977)
- Ekonomia konsumpcji (współautorzy: Janusz Piasny, Halina Szulce; 1984)
- Ceny a rynek (współautorzy: Henryk Mruk, Halina Szulce; 1985)
- Strategia cenowa (1992)
- Z dziejów Akademii Ekonomicznej w Poznaniu: 1926-1996 (1996)
- Uzdrowiska polskie w ocenach kuracjuszy (1998)
- Rynek usług uzdrowiskowych w Polsce (2001)
- Z 75-letnich dziejów Akademii Ekonomicznej w Poznaniu 1926-2001 (2002)
- Cykle życia uzdrowisk: od narodzin po... (2004)[4][10]

## Odznaczenia i wyróżnienia
- Krzyż Oficerski Orderu Odrodzenia Polski
- Złoty Krzyż Zasługi
- Medal „Za Zasługi dla UEP”
- Odznaka honorowa „Za Zasługi w Rozwoju Województwa Poznańskiego”[11].